# Anta de Casaínhos

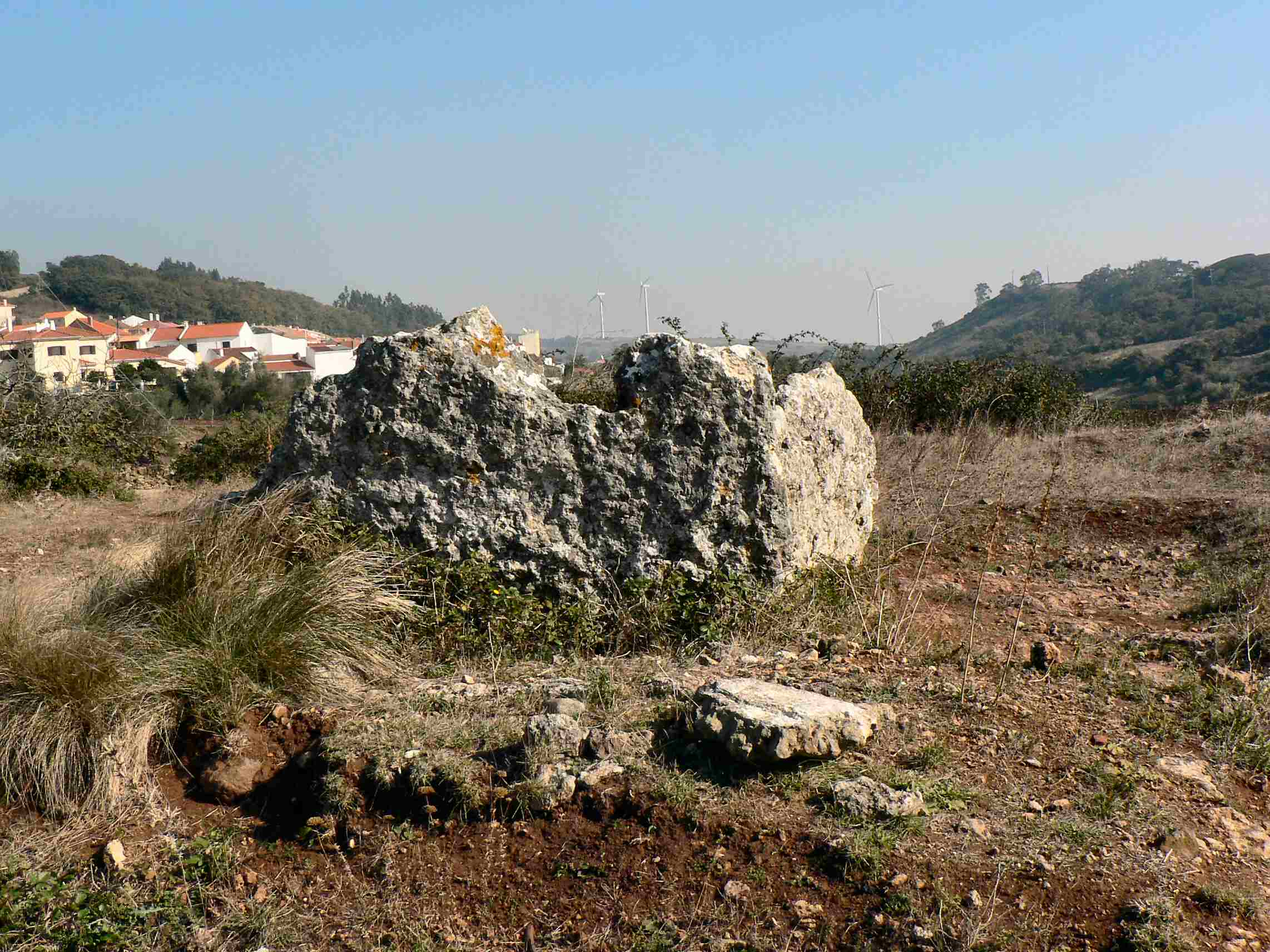
Monumento Megalítico de Casaínhos

O Monumento Megalítico de Casaínhos, mais conhecido por Anta de Casaínhos, situa-se no lugar de Casaínhos, freguesia de Fanhões, no município de Loures, em Portugal; este monumento funerário foi classificado como Monumento Nacional pelo decreto n.º 129/77, publicado em Diário da República n.º 226, de 29 de Setembro de 1977.
De origem pré-histórica, este monumento feito em calcário, é constituído por alguns esteios em mau estado de conservação, não sendo possível decifrar a sua planta original.
Situa-se dentro de uma propriedade privada e nos primeiros trabalhos de escavação realizados em 1961, foram recolhidos diversos objectos de adorno e instrumentos de pedra lascada e polida.